# Premiul Bram Stoker pentru cel mai bun roman grafic
Premiul Bram Stoker pentru cel mai bun roman grafic (Bram Stoker Award for Best Graphic Novel) este un premiu anual acordat de Horror Writers Association (HWA) pentru cel mai bun roman grafic de fantezie întunecată și literatură de groază.

## Câștigători și nominalizări
Următoarea este o listă de câștigători și nominalizări ale premiului Bram Stoker pentru cel mai bun roman grafic.
- 2011: Neonomicon de Alan Moore
  - Anya's Ghost de Vera Brosgol
  - Locke & Key Volume 4 de Joe Hill
  - Green River Killer de Jeff Jensen
  - Marvel Universe vs. Wolverine de Jonathan Maberry
  - Baltimore Volume I: The Plague Ships de Mike Mignola și Christopher Golden

- 2012: Witch Hunts: A Graphic History of the Burning Times de Rocky Wood și Lisa Morton
  - The Sixth Gun Volume 3: Bound de Cullen Bunn
  - Rachel Rising Vol. 1: The Shadow of Death de Terry Moore
  - The Tale of Brin and Bent and Minno Marylebone de Ravi Thornton
  - Behind These Eyes de Peter J. Wacks și Guy Anthony De Marco

- 2013: Alabaster: Wolves de Caitlin R. Kiernan[3]
  - Fatale Book Three: West of Hell de Ed Brubaker
  - Witch Doctor, Vol. 2: Mal Practice de Brandon Seifert
  - Sin Titulo de Cameron Stewart
  - Colder de Paul Tobin

- 2014: Bad Blood de Jonathan Maberry & Tyler Crook[4]
  - Through the Woods de Emily Carroll
  - Locke and Key: Vol. 6: Alpha and Omega de Joe Hill & Gabrielle Rodriguez
  - I Tell You It’s Love de Joe R. Lansdale & Daniele Serra
  - The Witcher de Paul Tobin
- 2015: Shadow Show: Stories in Celebration of Ray Bradbury de Sam Weller, Mort Castle, Chris Ryall și Carlos Guzman
  - Harrow County, Vol. 1: Countless Haints de Cullen Bunn
  - Hellbound de Victor Gischler
  - Outcast, Vol. 1: A Darkness Surrounds Him de Robert Kirkman
  - Wytches, Vol. 1 de Scott Snyder